# Genetik

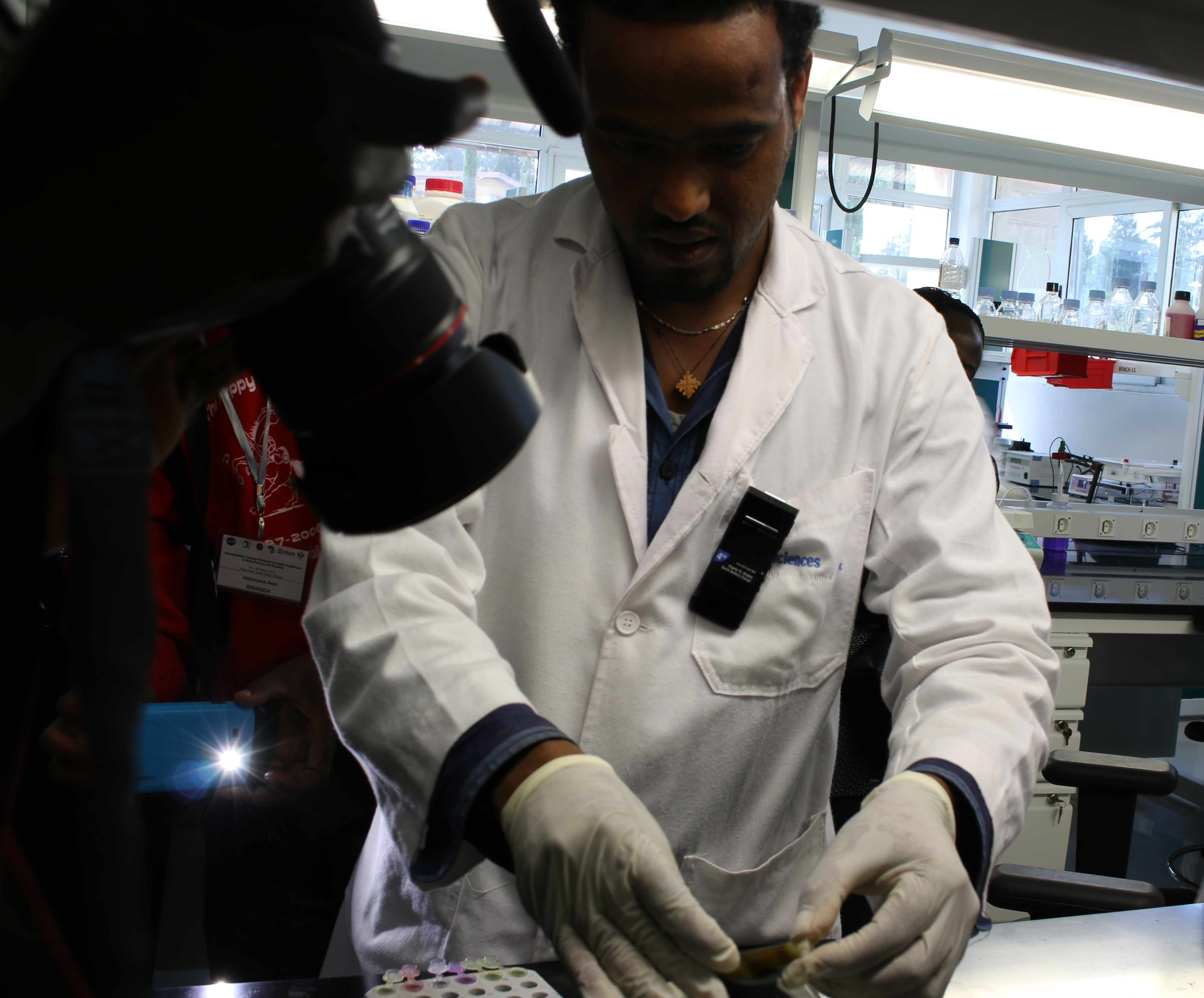
Genetik vysvětlující sekvenování genů.

Genetik je biolog, který se zabývá genetikou, vědou o genech, dědičnosti a genetickou variabilitou organismů. Genetik může být zaměstnán jako vědec nebo lektor.
Genetici mohou provádět obecný výzkum genetických procesů nebo vyvíjet genetické technologie pro použití ve farmaceutickém nebo zemědělském průmyslu. Někteří genetici provádějí experimenty na modelových organismech, jako jsou octomilky (Drosophila), háďátka obecná (Caenorhabditis elegans), dánia pruhovaná (Brachydanio rerio; také zebřičky pruhované), hlodavci nebo lidé, a analyzují data pro interpretaci dědičnosti biologických znaků (vlastností).
Genetik může být vědec, který získal doktorát v oboru genetiky, nebo lékař se specializaci na genetiku.
Genetici vyhodnocují, diagnostikují a léčí pacienty s dědičnými chorobami nebo vrozenými vývojovými vadami (vrozenými malformacemi), poskytují genetické poradenství (výpočty genetických rizik) a analýzu mutací a odesílají pacienty k dalším lékařským specialistům. Genetik provádí studie, testy a poskytuje poradenství pacientům s genetickými poruchami.

## Vzdělání
Genetici se účastní kurzů z mnoha oblastí, jako je biologie, chemie, fyzika, mikrobiologie, buněčná biologie, bioinformatika a matematika. Absolvují také specifičtější kurzy genetiky, jako je molekulární genetika, genetika přenosu, populační genetika, genetika kvantitativních znaků (kvantitativní genetika), ekologická genetika a genomika.

## Kariéra
Genetici mohou pracovat v mnoha různých oborech a oblastech, vykonávat různé práce. Mohou se uplatnit v medicíně, zemědělství, volné přírodě (wildlife), obecných vědách nebo mnoha dalších oborech.
Níže je uvedeno několik příkladů povolání – kariérních oblastí, ve kterých se genetici uplatňují:
- Výzkum a vývoj (Research and Development)
- Genetické poradenství (Genetic counseling)
- Klinický výzkum (Clinical Research)
- Lékařská genetika (Medical genetics)
- Genová terapie (Gene therapy)
- Farmakogenomika (Pharmacogenomics)
- Molekulární ekologie (Molecular ecology)
- Šlechtění živočichů (Animal breeding)
- Genomika (Genomics)
- Biotechnologie (Biotechnology)
- Proteomika (Proteomics)
- Mikrobiální genetika (Microbial genetics)
- Vzdělávání (Teaching)
- Molekulární diagnostika (Molecular diagnostics)
- Prodej a marketing vědeckých produktů (Sales and Marketing)
- Vědecká žurnalistika (Science Journalism)
- Patentové právo (Patent Law)
- Paternitní test (Paternity testing)
- Genetická daktyloskopie (Forensic DNA)
- Zemědělství (Agriculture)
- Genetické inženýrství (Genetic engineering)